# Country Wilma
Country Wilma, artiestennaam van Wilma Roos (Schagen, 10 oktober 1951), is een Nederlands voormalig zangeres en radiopresentatrice. Ze zong Nederlands- en Engelstalige country- en feestmuziek.

## Biografie
Roos begon haar carrière rond 1990. Haar artiestennaam Country Wilma werd bedacht door Gerard Joling. Ze zong niettemin vooral Nederlandstalige feestmuziek en slechts voor een deel countrymuziek. Haar meest beluisterde nummer is Country queen. Andere nummers zijn onder meer Onze Boerderij (vertaling van Oh lonesome me) en Queen for tonight. Sinds 2013 werkte ze samen met producer en songwriter Martin Sterken.
Ze trad in het hele land op. In 2017 trad ze twee keer op in het pauzeprogramma van de Toppers in Concert voor een publiek van 70.000 mensen.
Ze was te gast in programma's op de landelijke televisie, waaronder bij Jos Brink, Paul de Leeuw, Gijs Staverman en Floortje Dessing (Trexx), en in De week van Willibrord, De 5 Uur Show, Koffietijd en een week lang bij de Nederlandse versie van Komen Eten. Daarnaast presenteerde ze tot circa 2012 met Raimond Bos wekelijks het programma Feest Top 20 voor tientallen lokale radiostations in Nederland en Vlaanderen, waaronder Radio Caramba uit Zoetermeer. In 2014 bracht ze haar autobiografie uit, getiteld Dit is mijn leven!
In 2008 werd een tulp naar haar vernoemd, die de naam Country Wilma Star draagt.
In 2019 was Roos te zien als een van de 100-koppige jury in het televisieprogramma All Together Now. Ze besloot in april 2020 te stoppen als zangeres.